# Kumla kyrkby
Kumla kyrkby är en ort i Sala kommun och kyrkbyn i Kumla socken i Västmanland. 2015 justerade SCB definitionen för tätorter något, varvid man fann att avstånden mellan de olika husområdena är för stort för att området skall kunna utgöra en gemensam tätort och delarna har för få boende för att i sig kunna utgöra tätorter. Från 2015 avgränsar SCB här en småort.
Strax nordost om Kumla kyrkby passerar riksväg 70. Orten genomkorsas av järnvägen mellan Sala och Västerås, vilken är en del av järnvägslinjen Sala-Oxelösund. 

## Samhället
Kumla kyrkby består mest av villor. Som namnet anger finns där också Kumla kyrka. 
Här ligger Tärna folkhögskola samt det tempererade utomhusbadet Tärnabadet. 

## Historia
I Kumla kyrkby låg kommunalhuset för dåvarande Tärna landskommun. 

### Befolkningsutveckling
| Befolkningsutvecklingen i Kumla kyrkby 1970–2015                                                                 | Befolkningsutvecklingen i Kumla kyrkby 1970–2015 | Befolkningsutvecklingen i Kumla kyrkby 1970–2015 | Befolkningsutvecklingen i Kumla kyrkby 1970–2015 | Befolkningsutvecklingen i Kumla kyrkby 1970–2015 |
| --- | ------------------------------------------------ | ------------------------------------------------ | ------------------------------------------------ | ------------------------------------------------ |
| |                                                  |                                                  |                                                  |                                                  |
| År |                                                  |                                                  | Folkmängd                                        | Areal (ha)                                       |
| 1970 | 1970                                             |                                                  | 291                                              |                                                  |
| 1975 | 1975                                             |                                                  | 280                                              |                                                  |
| 1980 | 1980                                             |                                                  | 290                                              |                                                  |
| 1990 | 1990                                             |                                                  | 233                                              | 56                                               |
| 1995 | 1995                                             |                                                  | 207                                              | 56                                               |
| 2000 | 2000                                             |                                                  | 218                                              | 56                                               |
| 2005 | 2005                                             |                                                  | 210                                              | 56                                               |
| 2010 | 2010                                             |                                                  | 206                                              | 55                                               |
| 2015 | 2015                                             |                                                  | 184                                              | 36#                                              |
| Anm.: Ny tätort 1970. Namnändring 1975 från Tärna till Kumla kyrkby. Från tätort till småort 2015. # Som småort. |                                                  |                                                  |                                                  |                                                  |